# Jozef Schwarz
Jozef Schwarz (9. listopadu 1933, Spišská Nová Ves – 11. srpen 2012, Košice) byl slovenský fotbalista, útočník.

## Fotbalová kariéra
V československé lize hrál za Křídla vlasti Olomouc a Jednota Košice. Nastoupil ve více než 100 ligových utkáních a dal 21 gólů.

## Ligová bilance
| Ročník                                   | Zápasy | Góly | Klub                  |
| ---------------------------------------- | ------ | ---- | --------------------- |
| Přebor československé republiky 1954     | -      | 2    | Křídla vlasti Olomouc |
| 1. československá fotbalová liga 1956    | 11     | 3    | Spartak Košice VSS    |
| 1. československá fotbalová liga 1958/59 | 25     | 8    | Jednota Košice        |
| 1. československá fotbalová liga 1959/60 | 25     | 8    | Jednota Košice        |
| 1. československá fotbalová liga 1963/64 | 6      | 0    | VSS Košice            |
| CELKEM                                   | -      | 21   |                       |